# 잉크젯 프린터

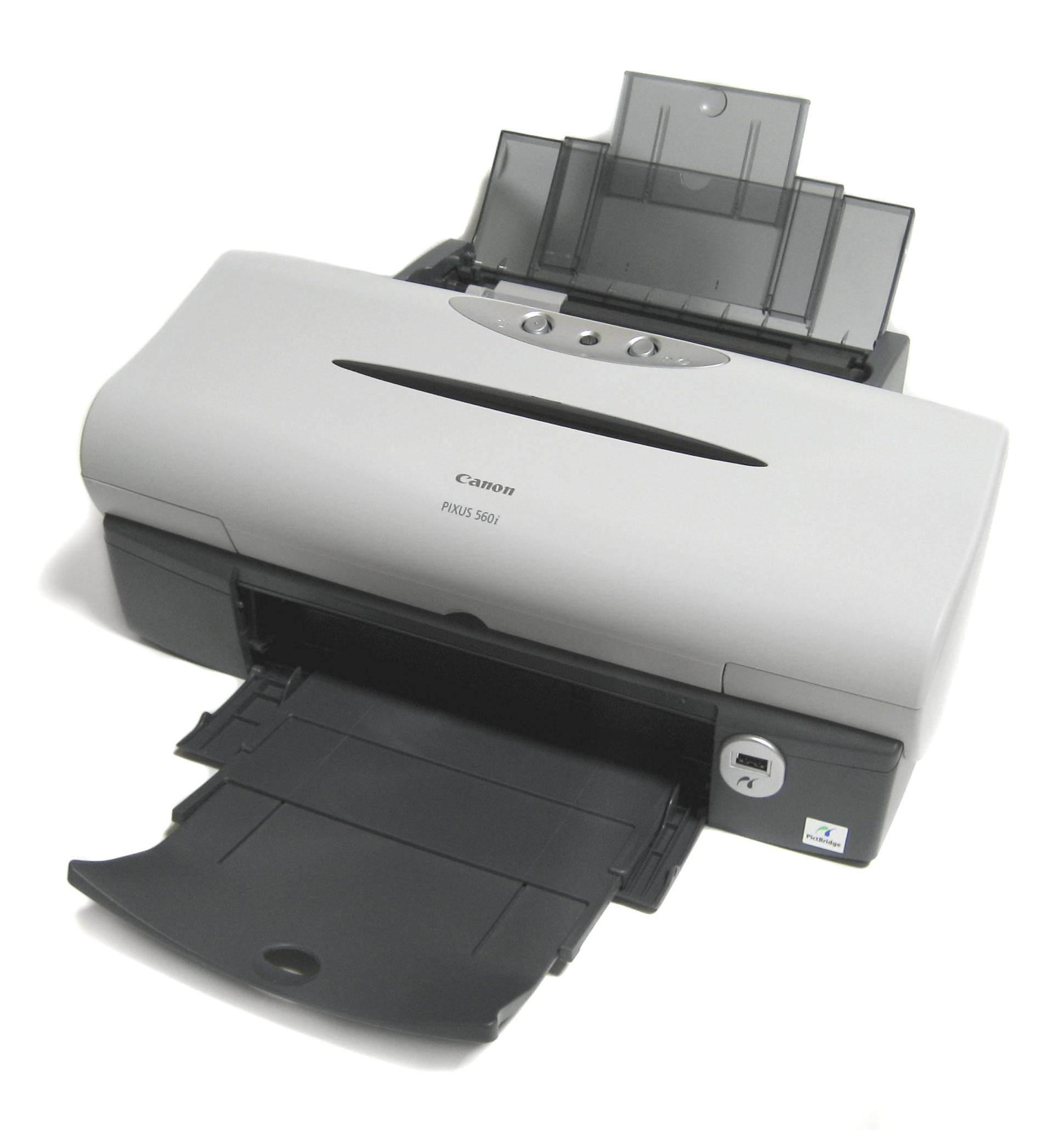
잉크젯 프린터

잉크젯 프린터(영어: inkjet printer)는 잉크를 분사하거나 잉크를 뭉쳐서 분사하는 프린터를 말한다. 과거 흑백 잉크젯 프린터만 있었지만, 지금은 컬러 잉크젯 프린터도 사용되며, 가장 흔히 사용되는 종류의 프린터이다. 매우 선명한 인쇄 품질이 장점이어서, 그래픽 디자이너들이 작품을 출력하는 데 사용한다. 하지만 잉크가 물에 쉽게 번진다는 단점이 있다. 오랫동안 사용을 하지 않으면 잉크가 나오는 노즐이 막힌다는 것도 문제다.
잉크젯 인쇄의 개념은 1950년대 초에 기술이 처음 개발된 20세기로 거슬러 올라간다. 1970년대 말에 컴퓨터가 만들어내는 디지털 이미지를 생산할 수 있는 잉크젯 프린터가 엡손, 휴렛 패커드, 캐논을 통하여 출시되었다.

## 같이 보기
- 잉크 카트리지
- 레이저 프린터
- 도트 매트릭스 프린터

## 참조
1. ↑  “Printer / Scanner Types”. Printscan.about.com. 2012년 7월 11일. 2008년 9월 12일에 원본 문서에서 보존된 문서. 2012년 9월 12일에 확인함.